# André Greipel
André Greipel (Rostock, 16 juli 1982) is een voormalig Duits wielrenner. Hij won elf etappes in de Ronde van Frankrijk, zeven etappes in de Ronde van Italië en vier etappes in de Ronde van Spanje. Hij schaarde zich daarmee in het gezelschap van renners die ritten in een van de drie Grote Rondes wonnen.

## Carrière
2004-2009
In de jeugd behaalde Greipel veel overwinningen. Hij werd onder andere twee keer Duits kampioen en kreeg een contract aangeboden door Team Wiesenhof. Na een jaar bij deze ploeg vertrok hij naar T-Mobile. Hij haalde een aantal overwinningen binnen voor zijn nieuwe ploeg, maar raakte vervolgens geblesseerd. Hierna kreeg hij minder kansen en werd hij vaak gebruikt als knecht. In 2007 won hij nog wel twee ritten in de Ronde van Saksen.
Het jaar 2008 betekende de doorbraak van Greipel. Voor zijn nieuwe team Team HTC-High Road behaalde hij vijftien overwinningen, waaronder vier ritten en het eindklassement in de Tour Down Under en een rit in de Ronde van Italië. In 2009 won hij ook weer veel koersen. Na onder andere drie ritten in de Ronde van Beieren en drie etappes en het puntenklassement in de Ster Elektrotoer werd hij gepasseerd voor de Ronde van Frankrijk. De ploeg koos voor de andere sprinter, Mark Cavendish, en Greipel mocht zich richten op de Ronde van Spanje. Tijdens deze ronde won hij de vierde, vijfde, zestiende en eenentwintigste etappe en mocht hij de leiderstrui aantrekken.
2010
In zijn eerste wedstrijd van 2010, de Tour Down Under, won hij de 1e, 2e en 4e rit. Daarnaast won hij voor de tweede keer in zijn carrière het eindklassement van deze ronde. Ook won hij een etappe in de Ronde van de Algarve en vijf ritten en het puntenklassement in de Ronde van Turkije. Na commentaar gegeven te hebben op het feit dat hij ondanks zijn overwinningen en zijn goede vorm niet mocht starten in Milaan-San Remo, ontstond onenigheid tussen hem en Mark Cavendish. Cavendish mocht namelijk wel starten, ondanks matige resultaten. Greipel voelde zich ondergewaardeerd, maar kreeg een harde reactie van Cavendish: "Ik was behoorlijk pissig door Greipels opmerkingen na Milaan-San Remo. Ik verloor San Remo niet door vormgebrek, maar door pech. Vorig jaar won ik het met twee vingers in de neus en dat had dit jaar opnieuw gekund. Greipel zal nooit een 'monument' winnen."
2011
In 2011 stapte Greipel over naar de Belgische formatie Omega Pharma-Lotto. In de tiende rit van de Ronde van Frankrijk haalde hij zijn gram door uit het wiel van Cavendish naar zijn eerste Tourritzege te sprinten. Zo schaarde hij zich in het gezelschap van renners die ritten in de drie Grote Rondes wonnen.
2012
Nadat de wielerploeg in 2012 een andere sponsor als partner kreeg, heette ze Lotto-Belisol en na het vertrek van Philippe Gilbert bleven er met Jurgen Van den Broeck en Greipel nog twee kopmannen over. Om Greipel goed te kunnen piloteren zorgde het Belgische team voor een spurttrein met Adam Hansen, Marcel Sieberg, Jürgen Roelandts en de van Team Sky overgekomen Greg Henderson. Automatismen werden gesmeed in de Tour Down Under, Ronde van Oman, Ronde van Turkije, Ronde van België en Ronde van Luxemburg en met 11 overwinningen van Greipel in die vijf rondes keek men vol vertrouwen naar de Ronde van Frankrijk. In de tweede etappe met aankomst in Doornik werd Greipel nog geklopt door Cavendish, maar zowel de vierde etappe als de vijfde etappe werden de zijne, met Alessandro Petacchi en Matthew Goss als respectieve tweedes. In de zesde etappe kwam Greipel tot twee keer toe ten val, waarbij zijn schouder even uit de kom ging. Zijn ploegmakkers overtuigden hem om toch mee te sprinten en in Metz moest hij aan de finish enkel de Slowaak Peter Sagan voor zich dulden. In de dertiende etappe met aankomst in Cap d'Agde waren de rollen omgekeerd en kon Greipel op de streep Sagan nog net afhouden.
2013
In 2013 won Greipel, net als in 2010 en 2012, drie ritten in de Tour Down Under, waarbij de derde tevens zijn 100e zege als professioneel wielrenner markeerde. In de Ronde van België won hij voor het derde jaar op rij de etappe met aankomst op de Wandelaar in Knokke-Heist, ditmaal in de sprint voor Tom Boonen. In de kampioenentrui van Duitsland won Greipel in Montpellier de zesde etappe van de Ronde van Frankrijk door in de massasprint Peter Sagan en Marcel Kittel te kloppen.
2014
Ook in 2014 werd Greipel Duits kampioen op de weg. Daarnaast boekte hij zijn zesde etappezege in de Ronde van Frankrijk door de zesde etappe op zijn naam te schrijven. In de Ronde van Oman won hij drie etappes en het puntenklassement.
2015
In 2015 won Greipel de zesde etappe in de Ronde van Italië in een lange sprint van Matteo Pelucchi en Sacha Modolo. Vlak voor de finish was er een val doordat Daniele Colli tegen een uitgestoken camera van een toeschouwer reed, waarbij hij zijn arm brak. Onder andere Alberto Contador kwam hierbij ten val. In datzelfde jaar ontpopte Greipel zich als de sterkste sprinter van de Ronde van Frankrijk. Hij won vier Touretappes, waaronder de prestigieuze slotetappe op de Champs-Élysées in Parijs.
2016
In 2016 werd Greipel voor de derde keer in vier jaar Duits kampioen op de weg. In de Ronde van Italië won hij drie etappes en in de Ronde van Frankrijk won hij voor het tweede jaar op rij de slotetappe op de Champs-Élysées door Peter Sagan en Alexander Kristoff voor te blijven. Het betekende zijn eenentwintigste etappezege in een Grote Ronde.
2017
Greipel startte in 2017 voor het derde jaar op rij in de Ronde van Italië. Na het winnen van de tweede etappe bemachtigde hij voor het eerst in zijn carrière de roze trui. In de Tour kon hij voor het eerst sinds 2011 geen etappezege behalen, al werd hij op de slotetappe op de Champs-Élysées maar nipt voorafgegaan door Dylan Groenewegen.
2018
Aanvankelijk begon André Greipel goed aan het nieuwe seizoen. In januari schoot hij reeds tweemaal raak in de Tour Down Under. Tijdens de voorjaarsklassiekers was hij een van de vooruitgeschoven pionnen binnen Lotto-Soudal. Het liep echter anders. Een val in Milaan-San Remo met een gebroken sleutelbeen tot gevolg maakte een einde aan zijn voorjaar. Pas in mei keerde de Duitser terug in competitie. Met twee ritzeges in zowel de Vierdaagse van Duinkerke als de Ronde van België bewees De Gorilla dat hij nooit mag afgeschreven worden. In de Ronde van Frankrijk ging hij meer dan ooit voor ritwinst, iets wat hem vorig jaar niet lukte. In de vlakke etappes kwam Greipel echter nooit verder dan een derde plaats, met een diskwalificatie in de daguitslag van de achtste etappe als dieptepunt. Op weg naar Alpe d'Huez gaf hij er de brui aan. In het najaar was hij tweemaal de beste in de Ronde van Groot-Brittannië, maar winnen op het allerhoogste niveau lukte niet in 2018. Op het einde van het seizoen werd duidelijk dat er geen plaats meer was voor De Gorilla bij Lotto-Soudal.
Na acht succesvolle jaren in Belgische dienst maakte Greipel de overstap naar de Franse ProContinentale ploeg Arkéa Samsic. Debuteren deed hij tijdens La Tropicale Amissa Bongo in Gabon. Pas in de zesde etappe kon Greipel voor het eerst het zegegebaar maken nadat hij in de vorige vijf ritten ook telkens bij de beste zes eindigde.

## Palmares

### Overwinningen
2003
GP Waregem, beloften
2e etappe Thüringen-Rundfahrt, beloften
1e etappe Ronde van Berlijn, beloften
2004
3e etappe Tour du Loir-Et-Cher, beloften
1e etappe Thüringen-Rundfahrt, beloften
Proloog en 4e etappe B GP Wilhelm Tell, beloften
2005 - 3 zeges
Criterium van Stadtlohn (geen UCI-zege)
6e etappe Ronde van Denemarken
Criterium van Gladbeck (geen UCI-zege)
2006 - 4 zeges
1e en 4e etappe Ronde van Rijnland-Palts
1e (ploegentijdrit) en 2e etappe Volksbank Giro
2007 - 2 zeges
1e en 2e etappe Ronde van Saksen
2008 - 15 zeges
Cancer Council Helpline Classic (geen UCI-zege)
2e, 4e, 5e en 6e etappe Tour Down Under
 Eindklassement Tour Down Under
 Puntenklassement Tour Down Under
17e etappe Ronde van Italië
4e etappe Ronde van Oostenrijk
 Puntenklassement Ronde van Oostenrijk
1e en 3e etappe Ronde van Saksen
2e etappe ENECO Tour
4e etappe Ronde van Duitsland
Ronde van Neurenberg
Kampioenschap van Vlaanderen
Münsterland Giro
2009 - 22 zeges
1e etappe Tour Down Under
6e etappe Vierdaagse van Duinkerke
1e, 3e en 5e etappe Ronde van Beieren
Neuseen Classics–Rund um die Braunkohle
Philadelphia International Championship
Criterium van Sinzig (geen UCI-zege)
Hürth-Kendenich (geen UCI-zege)
2e, 3e en 5e etappe Ster Elektrotoer
 Puntenklassement Ster Elektrotoer
1e, 6e en 8e etappe Ronde van Oostenrijk
 Puntenklassement Ronde van Oostenrijk
1e etappe Ronde van Saksen
7e etappe Ronde van Polen
4e, 5e, 16e en 21e etappe Ronde van Spanje
 Puntenklassement Ronde van Spanje
Parijs-Bourges
2010 - 21 zeges
1e, 2e en 4e etappe Tour Down Under
 Eindklassement Tour Down Under
 Puntenklassement Tour Down Under
Trofeo Magaluf Palmanova
2e etappe Ronde van de Algarve
 Puntenklassement Ronde van de Algarve
1e, 2e, 5e, 6e en 8e etappe Ronde van Turkije
 Puntenklassement Ronde van Turkije
18e etappe Ronde van Italië
1e en 6e etappe Ronde van Oostenrijk
 Puntenklassement Ronde van Oostenrijk
2e en 7e etappe Ronde van Polen
2e en 6e etappe Eneco Tour
1e, 6e en 8e etappe Ronde van Groot-Brittannië
2011 - 11 zeges
4e etappe Ronde van de Algarve
1e etappe Driedaagse van De Panne-Koksijde
6e etappe Ronde van Turkije
2e en 5e etappe Ronde van België
 Puntenklassement Ronde van België
10e etappe Ronde van Frankrijk
Criterium van Neuss (geen UCI-zege)
Nacht von Hannover (geen UCI-zege)
1e en 2e etappe Eneco Tour
Criterium van Eschweiler (geen UCI-zege)
2012 - 22 zeges
Cancer Council Classic (geen UCI-zege)
1e, 3e en 6e etappe Tour Down Under
1e en 4e etappe Ronde van Oman
2e etappe Ronde van Turkije
1e, 2e en 3e etappe Ronde van België
 Puntenklassement Ronde van België
1e en 2e etappe Ronde van Luxemburg
 Puntenklassement Ronde van Luxemburg
ProRace Berlin
2e etappe Ster ZLM Toer
4e, 5e en 13e etappe Ronde van Frankrijk
Profronde van Stiphout (geen UCI-zege)
GP Stad Kortrijk (geen UCI-zege)
1e en 2e etappe Ronde van Denemarken
Grote Prijs Impanis-Van Petegem
2013 - 17 zeges
People's Choice Classic (geen UCI-zege)
1e, 4e en 6e etappe Tour Down Under
1e etappe Ronde van de Middellandse Zee
4e en 5e etappe Ronde van Turkije
 Puntenklassement Ronde van Turkije
1e en 2e etappe Ronde van België
 Puntenklassement Ronde van België
Ronde van Zeeland Seaports
 Puntenklassement Ster ZLM Toer
 Duits kampioen op de weg, Elite
6e etappe Ronde van Frankrijk
Criterium van Neuss (geen UCI-zege)
Dernycriterium van Bochum (geen UCI-zege)
Dernycriterium van Antwerpen (geen UCI-zege)
4e etappe Eneco Tour
Brussels Cycling Classic
2014 - 16 zeges
4e en 6e etappe Tour Down Under
5e etappe Ronde van Qatar
1e, 3e en 6e etappe Ronde van Oman
 Puntenklassement Ronde van Oman
1e etappe World Ports Classic
4e etappe Ronde van België
1e en 4e etappe Ronde van Luxemburg
5e etappe Ster ZLM Toer
 Duits kampioen op de weg, Elite
6e etappe Ronde van Frankrijk
Brussels Cycling Classic
GP Jef Scherens
Münsterland Giro
2015 - 16 zeges
5e etappe Ronde van de Algarve
2e etappe Parijs-Nice
4e etappe Ronde van Turkije
6e etappe Ronde van Italië
1e en 3e etappe Ronde van Luxemburg
 Puntenklassement Ronde van Luxemburg
1e en 2e etappe Ster ZLM Toer
 Eindklassement Ster ZLM Toer
 Puntenklassement Ster ZLM Toer
2e, 5e, 15e en 21e etappe Ronde van Frankrijk
2e etappe Eneco Tour
 Puntenklassement Eneco Tour
Vattenfall Cyclassics
7e etappe Ronde van Groot-Brittannië
2016 - 12 zeges
Trofeo Felantix-Ses Salines-Campos
Trofeo Palma
3e etappe Ronde van Turkije
5e, 7e en 12e etappe Ronde van Italië
1e etappe Ronde van Luxemburg
 Duits kampioen op de weg, Elite
21e etappe Ronde van Frankrijk
Nacht von Hannover (geen UCI-zege)
Gouden Pijl (geen UCI-zege)
1e etappe Ronde van Groot-Brittannië
2017 - 5 zeges
Trofeo Felantix-Ses Salines-Campos
4e etappe Ronde van de Algarve
 Puntenklassement Ronde van de Algarve
5e etappe Parijs-Nice
2e etappe Ronde van Italië
Omloop Eurometropool
2018 - 8 zeges
1e en 6e etappe Tour Down Under
2e en 5e etappe Vierdaagse van Duinkerken
1e en 2e etappe Ronde van België
 Puntenklassement Ronde van België
1e en 4e etappe Ronde van Groot-Brittannië
2019 - 1 zege
6e etappe La Tropicale Amissa Bongo
2021 - 2 zege
Trofeo Alcúdia-Port d'Alcúdia
4e etappe Ruta del Sol
Totaal: 172 zeges bij de elite (waarvan 154 individuele UCI-zeges)

## Resultaten in voornaamste wedstrijden
| Jaar | Ronde van Italië | Ronde van Frankrijk | Ronde van Spanje |
| ---- | ---------------- | ------------------- | ---------------- |
| 2006 |                  |                     | opgave           |
| 2007 |                  |                     | 125e             |
| 2008 | 133e (1)         |                     |                  |
| 2009 |                  |                     | 107e (4)         |
| 2010 | opgave (1)       |                     |                  |
| 2011 |                  | 156e (1)            |                  |
| 2012 |                  | 123e (3)            |                  |
| 2013 |                  | 129e (1)            |                  |
| 2014 |                  | 149e (1)            |                  |
| 2015 | opgave (1)       | 134e (4)            |                  |
| 2016 | opgave (3)       | 133e (1)            |                  |
| 2017 | opgave (1)       | 149e                |                  |
| 2018 |                  | opgave              |                  |
| 2019 |                  | 144e                |                  |
| 2020 |                  | opgave              |                  |
| 2021 |                  | 125e                |                  |

| Jaar | Milaan-San Remo | Gent-Wevelgem | Ronde van Vlaanderen | Parijs-Roubaix | Eschborn-Frankfurt | Cyclassics Hamburg | Parijs-Tours |  | WK op de weg |  | Wereldranglijsten |
| ---- | --------------- | ------------- | -------------------- | -------------- | ------------------ | ------------------ | ------------ |  | ------------ |  | ----------------- |
| 2006 |                 | 52e           | opgave               |                |                    |                    | opgave       |  |              |  | 162e (UPT)        |
| 2007 |                 |               |                      |                |                    |                    |              |  |              |  |                   |
| 2008 |                 |               | opgave               |                |                    |                    |              |  | opgave       |  | 5e (UPT)          |
| 2009 |                 |               |                      |                |                    | 30e                |              |  | opgave       |  | 53e (UWK)         |
| 2010 |                 |               |                      |                | opgave             | ↑                  |              |  | 43e          |  | 20e (UWK)         |
| 2011 | 33e             | 4e            | 76e                  | 21e            |                    | 82e                |              |  | ↑            |  | 32e (UWT)         |
| 2012 | 52e             | 31e           |                      | 77e            | 5e                 | ↑                  |              |  |              |  | 29e (UWT)         |
| 2013 | 58e             | 11e           | 51e                  | 68e            | Brons              | ↑                  |              |  |              |  | 37e (UWT)         |
| 2014 | 24e             | opgave        |                      |                |                    | opgave             |              |  | opgave       |  | 88e (UWT)         |
| 2015 | 47e             | opgave        | 15e                  | 28e            |                    | ↑                  |              |  | 105e         |  | 24e (UWT)         |
| 2016 |                 | opgave        | 28e                  | 35e            |                    | 10e                |              |  | 42e          |  | 56e (UWT)         |
| 2017 |                 |               | 20e                  | 7e             | opgave             |                    | 4e           |  |              |  | 47e (UWT)         |
| 2018 | opgave          |               |                      |                |                    | 23e                | 27e          |  |              |  | 108e (UWT)        |
| 2019 |                 |               |                      | opgave         | opgave             | 11e                |              |  |              |  | 216e (UWR)        |
| 2020 |                 | opgave        |                      |                |                    |                    |              |  |              |  |                   |
| 2021 |                 | opgave        |                      |                | opgave             |                    |              |  |              |  |                   |

| Resultaten in kleinere rondes |                 |                      |                |                   |                  |                      |                 |                      |            |               |
| Jaar                          | Tour Down Under | Ronde van de Algarve | Ronde van Oman | Ronde van Turkije | Ronde van België | Ronde van Oostenrijk | Ronde van Polen | Ronde van Denemarken | Eneco Tour | Ster ZLM Toer |
| 2005                          |                 |                      |                |                   |                  |                      |                 | 10e (1)              |            |               |
| 2006                          |                 |                      |                |                   |                  |                      |                 |                      |            |               |
| 2007                          |                 |                      |                |                   |                  |                      |                 |                      |            |               |
| 2008                          | (4)             |                      |                |                   |                  | 92e (1)              |                 |                      |            |               |
| 2009                          | opgave (1)      |                      |                |                   |                  | 34e (3)              | 70e (1)         |                      |            | 29e (3)       |
| 2010                          | (3)             | 57e (1)              |                | 8e (5)            |                  | 93e (2)              | 147e (2)        |                      | 39e (2)    | 24e           |
| 2011                          | 7e              | 88e (1)              |                | 47e (1)           | 35e (2)          |                      |                 |                      | 81e (2)    |               |
| 2012                          | 73e (3)         |                      | 45e (2)        | 79e (1)           | 42e (3)          |                      |                 | 6e (2)               |            | 69e (1)       |
| 2013                          | 60e (3)         |                      |                | 35e (2)           | 58e (2)          |                      |                 |                      | 54e (1)    | 2e            |
| 2014                          | 46e (2)         |                      | 94e (3)        | 74e               | 92e (1)          |                      |                 |                      |            | 43e (1)       |
| 2015                          |                 | 70e (1)              |                | opgave (1)        |                  |                      |                 |                      | 68e (1)    | (2)           |
| 2016                          |                 |                      |                | opgave (1)        |                  |                      |                 |                      |            |               |
| 2017                          |                 | 107e (1)             |                |                   |                  |                      |                 |                      |            |               |
| 2018                          | 96e (2)         |                      |                |                   |                  |                      | opgave          |                      |            |               |
| 2019                          |                 |                      | 64e            |                   |                  |                      |                 |                      |            |               |
| 2020                          | 37e             |                      |                |                   |                  |                      |                 |                      |            |               |
| 2021                          |                 |                      |                | 49e               |                  |                      |                 |                      |            |               |

## Olympische Spelen
Wegrit mannen 2012: 27e

## Ploegen
2005 –  Team Wiesenhof
2006 –  T-Mobile Team
2007 –  T-Mobile Team
2008 –  Team Columbia 
2009 –  Team Columbia-HTC 
2010 –  Team HTC-Columbia
2011 –  Omega Pharma-Lotto
2012 –  Lotto-Belisol
2013 –  Lotto-Belisol
2014 –  Lotto-Belisol
2015 –  Lotto Soudal
2016 –  Lotto Soudal
2017 –  Lotto Soudal
2018 –  Lotto Soudal
2019 –  Arkéa Samsic
2020 –  Israel Start-Up Nation
2021 –  Israel Start-Up Nation
1. ↑  Tot juni heette de ploeg Team High Road, maar na het aantrekken van een nieuwe sponsor werd de naam veranderd.
2. ↑  Tot juli heette de ploeg Team Columbia-High Road, maar na het aantrekken van HTC als cosponsor werd de naam veranderd.